# Final de juego
Final de juego fue una miniserie de televisión de suspenso y drama argentino producido por Pol-ka para Canal 13. La serie narraba cómo dos amigos deciden escapar de la rutina yéndose de viaje y terminan por salvar en el camino a una joven que es amenazada por unos hombres extremadamente peligrosos. Estuvo protagonizada por Dolores Fonzi, Joaquín Furriel y Maximiliano Ghione. Fue estrenada el lunes 11 de noviembre de 2002 con la finalidad de promocionar el nuevo Chevrolet Astra.

## Sinopsis
La historia comienza con Germán (Joaquín Furriel), quien trabaja como director creativo de una agencia de publicidad, donde su día arranca con una discusión familiar y termina empeorando, por lo cual, cansado de la situación, decide tomar un bolso y se va sin decir dónde. Por su parte, Rulo (Maximiliano Ghione) es mecánico y amigo de Germán, y también tiene problemas familiares con la similitud de que su día tampoco comienza bien y por eso acepta cuando Germán lo pasa a buscar para irse a la costa por el fin de semana.
En un momento, mientras viajan, una chica llamada Lucía (Dolores Fonzi), que está escapándose de dos hombres peligrosos, aparace en el medio de la ruta, pidiéndoles ayuda y los viajeros la auxilian, sin embargo, durante el viaje empiezan las discusiones, donde Germán decide irse por su cuenta, dejando a Rulo y Lucía en la mitad de la ruta, pero Lucía aún seguirá escondiendo su mayor secreto que involucra una mochila, un caudal de dinero, un arma y un asesinato.

## Elenco
- Dolores Fonzi como Lucía
- Joaquín Furriel como Germán
- Maximiliano Ghione como Rulo
- Emilio Bardi
- Jorge Román
- Fabián Arenillas